# 布罗德曼45区
布罗德曼45区（英文：Brodmann area 45），简称BA45，是大脑皮质的额叶的一个细胞结构分区。它位于额叶的外侧部，布罗德曼44区之前，布罗德曼9区之下，与布罗德曼46区之后。

## 结构
BA44的上界为额下沟，后界为外侧沟的上升枝。BA45在深度上延伸到岛叶之界。该区域亦称为额下回的三角部（Pars triangularis）。

## 功能
布罗德曼45区与布罗德曼44区一起组成布洛卡区，与语言，尤其是语义的处理相关。
布罗德曼45区的具体语言功能尚有争议。一些研究者认为它与语义获取（Semantic retrieval）和语义工作记忆有关。另外一种观点认为，BA45不仅与语义相关，也参与选择与任务相关表示的表示。